# Южнополярный поморник
Южнополя́рный помо́рник (лат. Stercorarius maccormicki) — морская птица семейства поморниковых отряда ржанкообразных, широко распространённая в Антарктике. Впервые вид был описан в 1893 году как Stercorarius  maccormicki британским орнитологом Говардом Саундерсом (англ. Howard Saunders, 1835—1907). Видовое название дано в честь британского полярного исследователя и военно-морского хирурга Роберта Маккормика (англ. Robert McCormick, 1800—1890), который добыл экземпляр птицы, послуживший типом при описании нового вида. Русское название «южнополярный» дано виду по его местообитанию.

## Описание
Относительно крупная птица бурого цвета с характерными удлинёнными белыми пятнами в основании маховых перьев на крыльях, которая гнездится в высокоширотной Антарктике циркумполярно.

## Ареал
Единственная птица, которая залетает вглубь Антарктиды, достигая Южного полюса. Взрослые птицы вне периода гнездования кочуют в пределах Южного океана, придерживаясь кромки льда, в то время как неполовозрелые птицы предпринимают дальние зимние трансэкваториальные миграции в Северное полушарие, достигая берегов Аляски и Гренландии.

## Питание
Питается главным образом рыбой, антарктическим крилем и другими ракообразными, а также падалью и пищевыми отбросами человека.

## Характеристика вида

### Описание

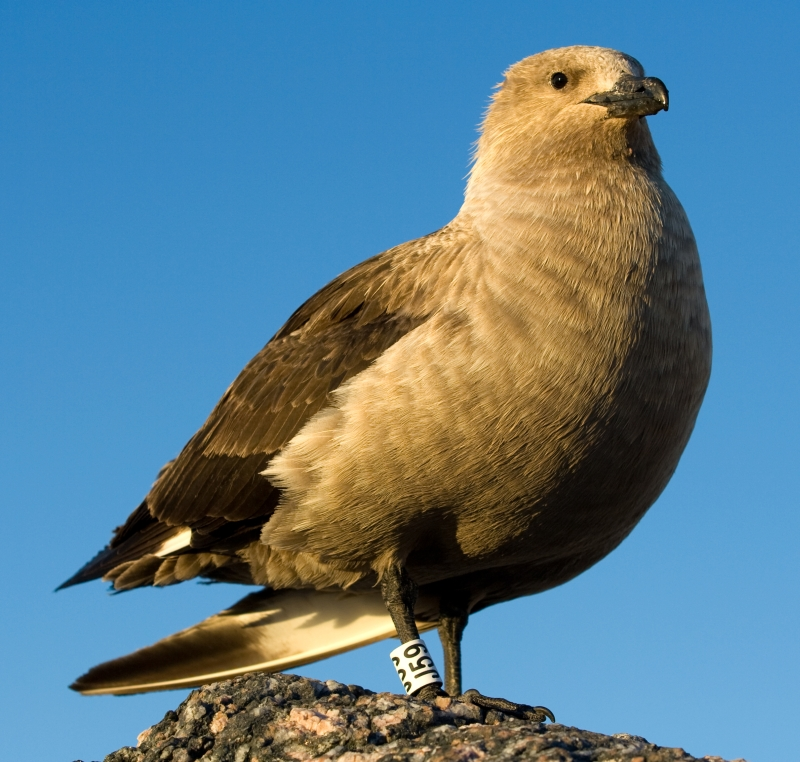
Окольцованный южнополярный поморник

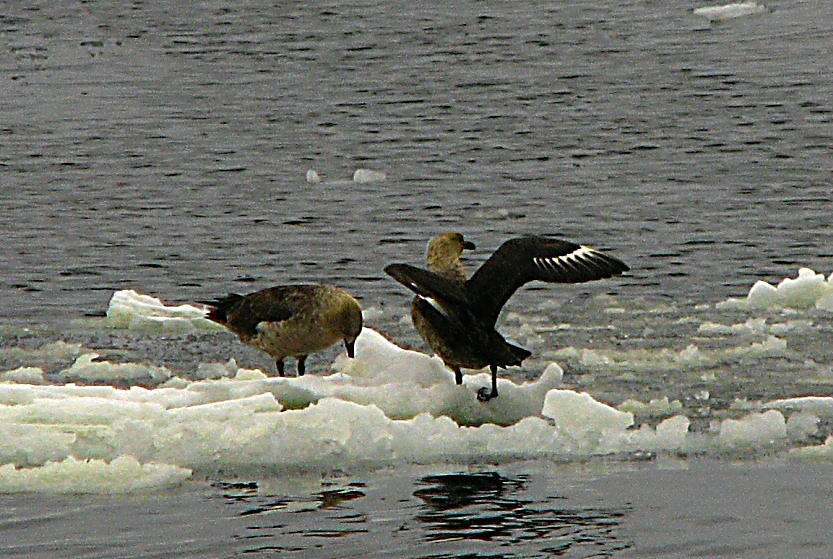
Питающиеся на поверхности льдины южнополярные поморники; море Росса

Крупный поморник плотного телосложения, очень похож на другие виды поморников, в том числе и на встречающегося симпатрично антарктического поморника. Длина тела достигает 50—55 см, размах крыльев 127—140 см, масса 899—1619 г. Длина клюва 42—47 мм, длина цевки 61—66 мм, плюсна 54—70 мм. Крылья длинные, относительно короткие и широкие, заострённые на вершине; длина крыла 340—436 мм. Хвост короткий, клиновидно-ступенчатый; длина хвоста 136—160 мм. На лапе передние три пальца соединены хорошо развитыми плавательными перепонками. Когти сильно загнутые, заострённые, по форме напоминают ястребиные. Самки в среднем немного крупнее самцов. В окраске существуют три морфы — светлая, тёмная и переходная. Светлая морфа преобладает в южных частях гнездового ареала, тёмная морфа — в северных (Антарктический полуостров и Южные Шетландские острова). Половой диморфизм в окраске отсутствует. У птиц всех цветовых морф радужина тёмно-коричневая, клюв и лапы черновато-серые или чёрные, когти чёрные.
Светлая морфа. Окраска оперения контрастная, с цветом головы, варьирующим от бледно-розовато-бурого до бледно-охристо-буровато-белёсого. Перья шеи, боков и низа тела светло-розовато-бурые. Верх тела тёмно-бурый с очень узкими продольными пестринами, вершинными каёмками и пятнами бледно-охристо-белёсого и светло-коричневато-бурого цвета. Маховые перья в основании белые, а на вершине чёрно-бурые. Опахала рулевых перьев тёмно-бурые. Нижние кроющие перья хвоста обычно тёмные, часто с примесью серовато-бурого цвета.
Тёмная морфа. Окраска оперения в основном однотонная, с тёмно-бурой головой и низом тела, и черновато-бурой окраской спины и верха крыльев. Зашеек и участки вокруг клюва более светлые. У некоторых птиц на перьях шеи, груди и боков тела могут встречаться узкие светлые вершинные каёмки.
Переходная (промежуточная) морфа. Представляет промежуточный тип окраски между двумя предыдущими морфами. Окраска большей части головы, шеи, боков и низа туловища довольно однотонная и малопятнистая.

### Полёт и передвижения
Спокойный полёт не быстрый, с нечастыми размеренными взмахами крыльев. В случае опасности или при преследовании другой птицы полёт стремительный, маневренный, сопровождаемый глубокими резкими взмахами крыльев. После посадки на твёрдую поверхность часто принимает позу «долгий крик» с распростёртыми назад крыльями. Хорошо плавает и имеет характерный для чаек силуэт во время сидения на воде. При перемещении по суше обычно передвигается шагом, иногда с короткими перебежками и своеобразным подпрыгиванием.

### Отличия от близких видов в природе
От наиболее близкого антарктического поморника отличается наличием трёх цветовых морф, особенно светлой и переходной морфами, несколько меньшим размером, менее массивным клювом и несколько иной манерой поведения. При демонстрации позы «долгий крик» южнополярный поморник несколько сильнее запрокидывает голову. Имеются также некоторые различия в криках, сопровождаемых данной позой.
Южнополярный поморник также может быть спутан с молодыми доминиканскими чайками, от которых отличаются наличием белого пятна на перьях крыла в основании маховых перьев.

## Распространение
Гнездовой ареал вида располагается циркумполярно-антарктически вдоль побережья Антарктиды (особенно на побережье моря Росса), в том числе и на территориях, удалённых в глубь материка на 240—250 км, на близлежащих континенту островах, а также на Южных Шетландских и Южных Оркнейских островах. С октября—ноября по март—май держится в районах гнездования или кочует в основном в пределах Южного океана. Иногда в летний сезон предпринимает дальние полёты вглубь Антарктиды, вплоть до Южного полюса, где расположена станция «Амундсен-Скотт». В марте—мае, после окончания сезона размножения, покидает гнездовой ареал и мигрирует на север. Большинство птиц остаётся зимовать в Южном океане у северной границы льдов, тогда как молодые и неполовозрелые особи совершают длительный перелёт в Северное полушарие. Миграции птиц на зимовку в Атлантическом и Тихом океанах и обратно в Антарктику совершаются по часовой стрелке. Во время зимовальной миграции птицы достигают берегов Гренландии, Аляски, Курильских островов и Японии. Вероятно, также посещают северные районы Индийского океана.

## Численность
Общая численность вида по разным оценкам составляет от 10 до 20 тыс. особей, из них около 6—15 тысяч половозрелых птиц. Численность мировой гнездовой популяции по оценкам 1996—1997 годов составляла около 5—10 тыс. пар. Из них в районе моря Росса было зарегистрировано 2—6 тыс. пар, на Земле Уилкса — около 880 пар, На Антарктическом полуострове — 650 пар, на Земле Адели — 80 пар, на Южных Шетландских и Южных Оркнейских островах — по 10 пар.

## Образ жизни

### Питание
Питается в основном рыбой, главным образом пелагической антарктической серебрянкой (Pleuragramma antarcticum), антарктическим крилем (Euphaysia superba) и другими ракообразными, а также  падалью (морскими млекопитающими и птицами), мелкими трубконосыми птицами, прежде всего качуркой Вильсона (Oceanites oceanicus), птенцами и яйцами морских птиц (пингвины и буревестники), моллюсками и плацентой настоящих тюленей, например, — тюленя Уэдделла (Leptonychotes weddellii) и других. В период гнездования некоторых буревестников (например, антарктического глупыша) может полностью переходить на питание их яйцами. Кормится в открытом море и в колониях птиц и на лежбищах тюленей, а при наличии поблизости обитаемой антарктической станции привыкает питаться пищевыми отходами человека, порой беря пищу прямо из рук. У этих птиц очень развит клептопаразитизм — отбирание корма у возвращающихся с кормёжки в колонию антарктических синеглазых бакланов (Phalacrocorax bransfieldensis), у пингвинов в момент кормления птенцов. Во время зимней миграции у молодых птиц в северной части Тихого океана в питании обнаруживали сайру (Cololabis saira).

### Размножение
Половой зрелости достигает в возрасте 5—6 лет (при продолжительности жизни более 20 лет). Гнездится в колониях и отдельными парами ежегодно. На места гнездования прилетает в октябре—ноябре, в зависимости от географического положения района. Гнездовые пары обычно сохраняются на протяжении многих лет и занимают одни и те же гнездовые территории, пока не погибнет один из партнёров. Вновь образовавшаяся пара занимает в колонии для гнезда свободную территорию, границы которой устанавливаются в течение трёх дней, за время которых соседи признают её право на эту территорию. Минимальное расстояние между соседними гнёздами в плотных колониях составляет порядка 2,5 м. Строительство гнёзд начинается в конце ноября — первой декаде декабря. Гнездо, строящееся на открытой территории или под прикрытием выступающих скальных обнажений, представляет собой небольшую лунку в грунте или моховой подушке.
Полная кладка состоит из 1—2 яиц, повторные кладки (взамен утерянных) также имеют 1—2 яйца. Насиживание обоими родителями попеременно начинается с откладки первого яйца. Продолжительность инкубации составляет около 28—31 суток. Птенцы вылупляются асинхронно, в той же последовательности, в которой были отложены яйца. Первые 2 дня птенцы держатся в гнезде, а потом покидают его и находятся на гнездовом участке родителей. Выкармливают птенцов оба родителя. Взрослые птицы очень агрессивны около гнезда, особенно во время насиживания кладки и выкармливания птенцов. Появившегося рядом с гнездом человека птицы с криком атакуют, пикируя на него сверху и сзади, нанося сильный удар краем крыла в голову. Родители также активно изгоняют с гнездовой территории холостующих особей, а при большой плотности гнёзд могут быть агрессивны и к птенцам чужих пар. Птенцы одного выводка часто бывают агрессивны друг к другу, особенно в период недостатка корма или голодания.
В большинстве выводков птенцы полностью оперяются в феврале, а у поздно загнездившихся пар — в марте. Отлёт на кочёвку и осенний пролёт начинаются в марте.

## Враги и неблагоприятные факторы
В местах гнездования южнополярный поморник не имеет прямых врагов среди птиц и млекопитающих. Вместе с тем, на участках совместного обитания с антарктическим поморником (Catharacta antarctica) известны случаи нападения последнего на его птенцов. Иногда птицы гибнут от обороняющихся пингвинов, получая сильный удар клювом в голову.  Нередко кладки и птенцы гибнут от неблагоприятных погодных условий, будучи занесёнными снегом или затоплены талой водой. В период сильных и длительных штормов, когда сбор корма в море очень затруднён или невозможен, птенцы могут погибать от голода.

## Подвидовая систематика
Монотипический вид, не образующий подвидов.